# Samorząd terytorialny w Maroku
Samorząd terytorialny w Maroku – struktura samorządu terytorialnego zorganizowana w Maroku.

## Samorząd w Konstytucji Maroka
O władzy lokalnej jest mowa w IX Tytule Konstytucji Maroka.

Według art. 135 Konstytucji:
Wspólnotami terytorialnymi Królestwa są regiony, prefektury, prowincje i gminy. (...) Rady regionów i gmin wybierane są w bezpośrednich wyborach powszechnych.
Konstytucja zawiera także informacje o pośrednim (poprzez władze lokalne) wyborze reprezentantów do Zgromadzenia Radców:
Regiony i inne wspólnoty terytorialne uczestniczą w realizacji ogólnej polityki państwa i w opracowywaniu polityk lokalnych za pośrednictwem swoich przedstawicieli w Izbie Radców.

## Podział samorządu
Maroko jest podzielone na wiele szczebli lokalnych, z czego wszystkie odpowiadają bezpośrednio przed Ministerstwem Spraw Wewnętrznych.
Maroko przede wszystkim jest podzielone na 16 regionów, te z kolei są dalej podzielone na 39 prowincji i osiem prefektur miejskich (w tym dwie w Rabat-Salé i pięć w Casablance), z których każda rządzona jest przez Wali (gubernatora) wyznaczonego przez króla. Prowincje i prefektury wybierają także rady (lub zgromadzenia), których sesje odbywają się wiosną i jesienią, natomiast są one w dużej mierze ograniczone do kwestii społecznych i ekonomicznych.
Następnie występują wiejskie qaawaw (dzielnice) i gminy, zarządzane przez chefs de cercle. Następny poziom obejmuje gminy wiejskie i autonomiczne ośrodki miejskie, zarządzane odpowiednio przez qāids i pashas. Każdy rodzaj samorządu terytorialnego ma powszechnie wybierane organy władzy, których podstawową funkcją jest pomoc w określaniu spraw lokalnych i priorytetów, takich jak inicjowanie projektów rozwojowych i podejmowanie decyzji w sprawie wydatków budżetowych.

## Kompetencje samorządu
Do konstytucyjnych kompetencji samorządu należy:
- realizowanie ogólnej polityki państwa i w opracowywanie polityk lokalnych za pośrednictwem swoich przedstawicieli w Zgromadzeniu Radców;
- wydawanie aktów prawnych w ramach wykonywania swoich obowiązków.